# Мостки (Куявсько-Поморське воєводство)
Мо́стки (пол. Mostki) — село в Польщі, у гміні Влоцлавек Влоцлавського повіту Куявсько-Поморського воєводства.
Населення — 87 осіб (2011).
У 1975—1998 роках село належало до Влоцлавського воєводства.

## Демографія
Демографічна структура станом на 31 березня 2011 року:
|          | Загалом | Допрацездатний вік | Працездатний вік | Постпрацездатний вік |
| -------- | ------- | ------------------ | ---------------- | -------------------- |
| Чоловіки | 41      | 13                 | 28               | 0                    |
| Жінки    | 46      | 12                 | 28               | 6                    |
| Разом    | 87      | 25                 | 56               | 6                    |